# تشارلي رايلي (لاعب كرة قاعدة)
تشارلي رايلي (بالإنجليزية: Charlie Reilly)‏ هو لاعب كرة قاعدة أمريكي، ولد في 15 فبراير 1867 في برينستون في الولايات المتحدة، وتوفي في 16 ديسمبر 1937 في لوس أنجلوس في الولايات المتحدة.

## وصلات خارجية
- تشارلي رايلي على موقعبيزبول رفرنس.كوم (الدوري الرئيسي) (الإنجليزية)
- تشارلي رايلي على موقعبيزبول رفرنس.كوم (الدوري الثانوي) (الإنجليزية)